# Franco Giraldi
Franco Giraldi (* 11. Juli 1931 in Comeno; † 2. Dezember 2020 in Triest) war ein italienischer Filmregisseur und Drehbuchautor.

## Leben
Giraldi, aus einer Familie mit slowenischen Wurzeln stammend, war bei der Tageszeitung „L’Unità“ als Filmkritiker beschäftigt, als er 1955 beim Film erste Erfahrungen als Schnittsekretär bei Giuseppe De Santis Uomini e lupi sammelte. In der Folgezeit erkundete er einige Arten der filmischen Tätigkeit; er wirkte bei namhaften Regisseuren als Assistent oder Helfer, schrieb ab 1959 einige Drehbücher und war zwei Jahre später erstmals als Regisseur des Zweiten Stabes für Action- und Massenszenen verantwortlich. Beim Klassiker des Italowesterns Für eine Handvoll Dollar inszenierte er zwei Sequenzen und einige Außenaufnahmen in Almería.
Dem Genre Western blieb er bei seinem Debüt als alleinverantwortlicher Regisseur treu – als (damals übliches englisch klingendes) Pseudonym wählte er Frank Garfield; auch im Folgefilm, der Fortsetzung seines Erstlings Die 7 Pistolen des McGregor und in Rocco – der Mann mit den zwei Gesichtern, war mit komödiantischem Unterton inszeniert. Nach einem ernsten Film des Genres wandte sich Giraldi der Komödie zu, schuf seine bedeutendsten Filme aber für das Fernsehen. Nach einem Roman von Quarantotti Gambini entstand 1973 La rosa rossa, der dann auch Kinoeinsätze bekam; nach einer Erzählung von Giani Stuparich Un anno di scuola vier Jahre später. Dem Medium Fernsehen blieb er bis auf seltene Kino-Ausnahmen (wie den ambitionierten Film zum Ersten Weltkrieg aus dem Jahr 1996, La frontiera) treu, in den 1990er Jahren auch mit einer vierteiligen Serie um Avvocato Porta und einigen Kriminalfilmen. Nach einem Roman von Dacia Maraini drehte er 2001 Voci. Oftmals war er sein eigener Drehbuchautor.
Neben seiner Kinotätigkeit drehte Giraldi auch zahlreiche Dokumentationen und war am Theater tätig.
Am 2. Dezember 2020 starb Girald während der COVID-19-Pandemie in Italien im Alter von 89 Jahren an den Folgen einer SARS-CoV-2-Infektion.

## Filmografie (Auswahl)
- 1966: Die 7 Pistolen des McGregor (7 pistole per i MacGregor)
- 1966: Rocco – der Mann mit den zwei Gesichtern (Sugar Colt)
- 1967: Mehr tot als lebendig (Un minuto per pregare, un istante per morire)
- 1967: Eine Kugel für Mac Gregor (7 donne per i Mac Gregor)
- 1968: La Bambolona – die große Puppe (La bambolona)
- 1970: Quadratur der Liebe (Cuori solitari)
- 1978: Ein seltsames Spiel (La giacca verde)
- 1989: Entscheidung für die Liebe (Quattro storie di donne: Luisa) (Fernsehfilm)
- 1990: Marianna, Lehrerin aus Leidenschaft (Una vita in gioco) (Fernsehfilm)
- 1996: La frontiera
- 1998: Pepe Carvalho: Schuss aus dem Hinterhalt (Pepe Carvalho: Il centravanti è stato assassinato verso sera) (Fernsehserie, Folge)